# Marcin Demkow
Marcin Demkow – polski kardiolog, profesor nauk medycznych; profesor zwyczajny Instytutu Kardiologii im. Prymasa Tysiąclecia Kardynała Stefana Wyszyńskiego w Warszawie-Aninie. 

## Życiorys
W 1991 obronił w anińskim Instytucie Kardiologii pracę doktorską pt. Ocena wyników przezskórnej angioplastyki naturalnej koarktacji aorty, przygotowaną pod kierunkiem Marii Hoffman. Habilitował się w 2001 na podstawie oceny dorobku naukowego i rozprawy pt. Nieoperacyjne zamykanie ubytków międzyprzedsionkowych typu drugiego u dorosłych przy pomocy zapinki Amplatza. Tytuł naukowy profesora nauk medyczny został mu nadany w 2009. W ramach Instytutu Kardiologii w Aninie pracuje jako kierownik Kliniki Choroby Wieńcowej i Strukturalnych Chorób Serca. Posiada specjalizację z chorób wewnętrznych oraz kardiologii. 
Na dorobek naukowy M. Demkowa składa się szereg opracowań oryginalnych publikowanych m.in. w czasopismach takich jak „EuroIntervention”, „JACC: Cardiovascular Imaging", „Postępy w Kardiologii Interwencyjnej”, „Journal of the American College of Cardiology”, „Kardiochirurgia i Torakochirurgia Polska" oraz „Kardiologia Polska”.
Należy do Polskiego Towarzystwa Kardiologicznego. Jest także członkiem rady Fundacji Instytutu Kardiologii.